# André Jolivet
André Jolivet (Paris, 8 de agosto de 1905 – Paris, 20 de dezembro de 1974) foi um compositor francês.
Conhecido por sua devoção à cultura e ao pensamento musical francês, Jolivet concentrou seu interesse na acústica e na atonalidade, assim como na música antiga e particularmente nos instrumentos antigos. Compôs em uma ampla variedade de formas para diferentes formações.

## Seu estilo
Podemos determinar 3 períodos principais na produção de Jolivet. O 1o., que abrange os anos 1930 e no qual ele nomeadamente composta Mana, la Danse incantatoire, les Danses rituelles, é caracterizado por uma busca para a música "humana, religiosa, mágico e encantatório", por um retorno às fontes. A influência de seu mestre Varèse não é alheia a ele. O segundo período é o da década de 1940, da experiência da guerra, que empurra Jolivet a se aproximar do público, compondo músicas mais acessíveis, escritas em uma linguagem mais simples (Les Poèmes intimes, Les 3 Complaintes du soldat) O último período constitui uma síntese dos outros dois, que podem ser situados a partir da composição da Sonata para Piano n° 1  entre o lirismo, a clareza e linguagem complexa; tradição ousada e humanista; primitivismo, esoterismo e simplicidade. Mas é sempre a emoção nas obras de Jolivet que prevalece sobre o virtuosismo.

## Seu trabalho
Jolivet utilizou os recursos técnicos modernos para compor uma música enérgica, frequentemente modal de sonoridade e ritmo audaciosos. Tendo composto vários concertos para ondas Martenot —  instrumento eletrônico com teclado inventado na França, em 1928, por Maurice Martenot —, para trompete e piano, para flauta, para piano solo, para harpa, para fagote e harpa, para percussão, para violoncelo e para violino. Também compôs sinfonias e música para ballet — sobre textos de Molière, Claudel, Corneille e Plauto — e  para marionetes.
- Piano
  - Romance barbare (1920)
  - Sarabande sur le nom d'Erik Satie (1925)
  - Tango (1927)
  - Deux Mouvements (prélude, pastorale) (1930)
  - Six Etudes (1931)
  - Trois Temps No.1 (1931)
  - Trois Temps No.2 (1931)
  - Danses pour Zizou (1934)
  - Algeria-Tango (1934)
  - Sidi-Ya-ya (1934)
  - Madia (1935)
  - El viejo camello (1935)
  - Fom Bom Bo (1935)
  - Mana, six pièces pour piano (1935)
  - Cosmogonie (1938)
  - Cinq Danses rituelles (1939)
  - Étude sur des modes antiques (1944)
  - Sonate pour piano n°1 (1945)
  - Sonate pour piano n°2 (1957)
- Música de câmara
  - Sonate pour violon & piano (1932)
  - Quatuor à cordes de Jolivet (1934)
  - Andante pour cordes (1935)
  - Cinq Incantations pour flûte en sol (1936)
  - (Incantation) Pour que l'image devienne symbole pour flûte en sol (1937)
  - Poèmes pour l'Enfant (1937)
  - Petite suite pour flûte, alto et harpe (1941)
  - Ballet des étoiles (1941)
  - Suite Liturgique (1942)
  - Nocturne pour violoncelle et piano (1943)
  - Pastorales de Noël, pour flûte, basson et harpe (1943)
  - Suite Delphique, pour 12 instruments (1943)
  - Chant de Linos, pour flûte, violon, alto, violoncelle et harpe (1944)
  - Sérénade, pour hautbois et piano (1945)
  - Cabrioles, pour flûte et piano (1953)
  - Fantaisie-Caprice, pour flûte et piano (1953)
  - Fantaisie-Impromptu, pour saxophone alto et piano (1953)
  - Sérénade, pour deux guitares (dédiée au duo Presti - Lagoya) (1956)
  - Rhapsodie à sept, pour septuor à vent et cordes (1957)
  - Sonate pour flûte et piano (1958)
  - Adagio pour cordes (1960)
  - Sonatine pour flûte et clarinette (1961)
  - Alla rustica, pour flûte et harpe (1963)
  - Sonatine pour hautbois et basson (1963)
  - Suite en concert pour flûte et percussion et quatre percussions (1965)
  - Suite en concert pour violoncelle (1965)
  - 12 Inventions pour quintette à vent, trompette, trombone, et quintette à cordes (1966)
  - Ascèses, pour flûte en sol (1967)
  - Cérémonial, hommage à Varèse pour six percussions (1968)
  - Tombeau de Robert de Visée, suite pour guitare (1972)
  - Pipeaubec, pour flûte et percussion (1972)
  - Une minute-trente, pour flûte et percussion (partition inachevée) (1972)
- Música de concerto
  - Concerto pour ondes Martenot et orchestre (1947)
  - Concertino pour trompette, orchestre à cordes et piano (1948)
  - Concerto pour flûte et orchestre à cordes (1948)
  - Concerto pour piano et orchestre (1951)
  - Concerto pour harpe et orchestre de chambre (1952)
  - Concerto pour basson, orchestre à cordes, harpe et piano (1954)
  - Concerto pour trompette (1954)
  - Concerto pour percussion (1958)
  - Concerto pour violoncelle n°1 (1962)
  - Concerto pour flûte et percussion (1965)
  - Concerto pour violoncelle n°2 (1966)
  - Concerto pour violon (1972)
- Música orquestral
  - Cinq Danses rituelles (version orchestrale, 1939)
  - Danse incantatoire (1936)
  - Cosmogonie (version orchestrale, 1938)
  - Symphonie n°1 (1953)
  - Symphonie n°2 (1959)
  - Symphonie pour cordes (1961)
  - Symphonie n°3 (1964)
- Órgão
  - Hymne à saint André, pour soprano et orgue (1947)
  - Hymne à l'univers, pour orgue (1961)
  - Arioso Barocco, pour trompette et orgue (1968)
  - Mandala, pour orgue (1969)
- Música vocal
  - Chansons
  - Poèmes pour l'enfant, pour voix et onze instruments (1937)
  - Les Trois Complaintes du soldat, pour voix et orchestre (1940)
  - Suite liturgique pour voix (soprano ou ténor), cor anglais prenant le hautbois, violoncelle et harpe (1942)
  - Épithalame, pour orchestre vocal à 12 parties (1953)
  - Songe à nouveau rêvé, concerto pour soprano et orchestre (1971-1972)
- Música sacra
  - Messe pour le jour de la paix (1940)
  - La vérité de Jeanne, oratorio (1956)
  - Messe Uxor tua à 5 voix pour chœur mixte et 5 Instruments ou orgue (1962)
- Ballets
  - Les Quatre Vérités, ballet en un acte sur un livret de H.R. Lonormand (1939)
  - Ballet des étoiles (1941)
  - Guignol et Pandore (1943)
  - L'inconnue (1950)
  - Ariadne (1964)
  - Marines
- Óperas
  - Dolorès ou Le miracle de la femme laide (1942)
  - Antigone
  - Bogomilé ou le lieutenant perdu (inachevé)